# 久里子亭
久里子亭（くりすてい）は、映画監督市川崑を中心とする脚本家の共同ペンネーム。当初は市川と妻の和田夏十の夫婦合作名義、後年は市川と脚本家の日高真也との合作名義で、下記の作品はすべて後者にあたる。その名は市川が崇拝していたイギリスの推理作家のアガサ・クリスティの名をもじったものである。1973年の映画「股旅」では音楽担当（選曲）の名義にも用いられている。

## 作品
テレビドラマ
- 木枯し紋次郎（1972年・第1シーズン・第1話、第3話、第11話、第18話）
- 刑事追う!（1996年・第25話（中岡京平との共同））
- 娘の結婚（2003年）

映画
- 悪魔の手毬唄（1977年）
- 獄門島（1977年）
- 女王蜂（1978年）
- 病院坂の首縊りの家（1979年）
- 天河伝説殺人事件（1991年）